# Prémios Autores de 2023
Os Prémios Autores de 2023, organizados pela Sociedade Portuguesa de Autores, foram divulgados digitalmente no dia 3 de novembro de 2023. Tal como a edição anterior, os vencedores foram divulgados digitalmente .

## Vencedores
Nota
Os vencedores estão destacados a negrito e em maiúsculas .

### Artes visuais
- Melhor exposição de artes plásticas
  - “A MALHA” DE ISAQUE PINHEIRO – GALERIA – INSOFAR
  - “RUA DE MÃO ÚNICA” de Catarina Pinto Leite | Galeria Diferença
  - “O SOPRO DA CINZA” de António Faria | Reitoria da Universidade Nova de Lisboa

- Melhor trabalho de fotografia
  - “NO PLANETA ONDE VIVO” DE GUILHERME SILVA – ARQUIVO FOTOGRÁFICO DE LISBOA
  - “ECHOES OF NATURE” de Manuela Marques | MNAC
  - “JESUS´BLOOD NEVER FAILED ME YET” de Ana Paganini | Galeria LX Lapa

- Melhor trabalho cenográfico
  - “TACO A TACO” DE RITA LOPES ALVES
  - “PARAÍSO” de Rui Francisco
  - “HANSEL & GRETEL” de Stéphane Alberto

### Cinema
- Melhor argumento
  - “REVOLTA” DE TIAGO R. SANTOS
  - “ALMA VIVA” de Cristèle Alves Meira, Laurent Lunetta
  - “UM FILME EM FORMA DE ASSIM” de João Botelho e Maria Antónia Oliveira

- Melhor filme
  - “FOGO-FÁTUO” DE JOÃO PEDRO RODRIGUES
  - “UM CORPO QUE DANÇA” de Marco Martins
  - “ALMA VIVA” de Cristèle Alves Meira

- Melhor atriz
  - ANA PADRÃO EM “ALMA VIVA”
  - MARGARIDA VILA-NOVA em “Revolta”
  - ISABEL ABREU em “Restos do Vento”

- Melhor ator
  - ALBANO JERÓNIMO EM “RESTOS DO VENTO”
  - TOMÁS ALVES em “Salgueiro Maia: O Implicado”
  - CARLOTO COTTA em “Campo de Sangue”

### Dança
- Melhor coreografia
  - “CARCAÇA” DE MARCO DA SILVA FERREIRA
  - “VÄRA” de Daniel Matos
  - “A MINHA HISTÓRIA NÃO É IGUAL À TUA” de Olga Roriz
- Melhor bailarina/o
  - MARIA JOÃO PEREIRA EM “ÔSS” DE MARLENE MONTEIRO FREITAS
  - MÉLANIE FERREIRA em “Carcaça” de Marco da Silva Ferreira
  - DEEOGO OLIVEIRA em “Lago Libidinal” de Jonathan Uliel Saldanha

### Literatura
- Melhor livro de ficção narrativa
  - “UM CÃO DEITADO À FOSSA” DE CARLA PAIS – PORTO EDITORA
  - “APOTEOSE DOS MÁRTIRES” de Mário Cláudio | Dom Quixote
  - “A HISTÓRIA DE ROMA” de Joana Bértholo | Caminho

- Melhor livro de poesia
  - “PENÉLOPE ESTÁ DE PARTIDA” DE JOSÉ GARDEAZABAL – RELÓGIO D’ÁGUA
  - “FIRMAMENTO” de Rui Lage | Assírio & Alvim
  - “PIRILAMPOS” de Ricardo Gil Soeiro | Assírio & Alvim

- Melhor livro infantojuvenil
  - “A MINHA FAMÍLIA”, TEXTO: ANTÓNIO MOTA, ILUSTRAÇÃO: DAVID PENELA, EDITORA: ASA
  - “CARAS”, Texto: João Pedro Mésseder, Ilustração: Inês Oliveira, Editora: Xerefé
  - “O DUELO”, Texto e ilustração: Inês Viegas Oliveira, Editora: Planeta Tangerina

### Música
- Melhor tema de música popular
  - “OVERFLOWING” DE INÊS MALHEIRO
  - “SAUDADE, SAUDADE” de John Blanda e Maro
  - “ANDORINHAS” de Ana Moura, Pedro da Linha e Pedro Mafama

- Melhor trabalho de música erudita
  - “ALEPO E OUTROS SILÊNCIOS” DE LUÍS TINOCO
  - “PLAY OFF” de Vasco Mendonça
  - “OBSIDIANA” de Filipe Raposo

- Melhor trabalho de música popular
  - “2 DE ABRIL” DE A GAROTA NÃO
  - “ALLA” de Surma
  - “JONY DRIVER” de Papillon

### Rádio
- Melhor programa de rádio
  - “FLORESTA ENCANTADA” DE TIAGO CASTRO | SBSR FM
  - “A MEMÓRIA DAS CANÇÕES” de Sofia Morais | Smooth FM
  - “MÚSICA TRISTE” de Miguel Esteves Cardoso | Antena 1

### Teatro
- Melhor espetáculo
  - “ALÉM DA DOR”, ENCENAÇÃO: RODRIGO FRANCISCO
  - “AINDA MARIANAS”, encenação: Catarina Rôlo Salgueiro e Leonor Buescu
  - “TACO A TACO”, encenação:  Pedro Carraca

- Melhor atriz
  - JOANA BÁRCIA EM “JESUS O FILHO”
  - CUSTÓDIA GALLEGO em “Os Filhos”
  - TERESA GAFEIRA  em “O Medo Devora a Alma”

- Melhor ator
  - IVO ALEXANDRE EM “O MISANTROPO”
  - VICENTE WALLENSTEIN em “Jesus o Filho”
  - MARCO MENDONÇA E TIAGO DINIS em “Taco a Taco”

- Melhor texto português representado
  - “JESUS O FILHO” DE ELMANO SANCHO
  - “CASA PORTUGUESA” de Pedro Penim
  - “TERRENO SELVAGEM 2” de Miguel Castro Guedes

### Televisão
- Melhor programa de informação
  - “LINHA DA FRENTE – Escuta-me por favor” (RTP), AUTORIA: MAFALDA GAMEIRO
  - “FALAR GLOBAL” (CMTV), autoria: Reginaldo Rodrigues de Almeida e João Ferreira
  - “REPÓRTER TVI - AMOR CURA” (TVI), autoria: Diogo Assunção

- Melhor programa de ficção
  - “CAUSA PRÓPRIA” (RTP), AUTORIA: EDGAR MEDINA E RUI CARDOSO MARTINS, REALIZAÇÃO: JOÃO NUNO PINTO
  - “3 MULHERES” (RTP), autoria: Fátima Ribeiro e Luís Alvarães, realização: Fernando Vendrell
  - “SANTIAGO” (SIC), autoria: Inês Braga, Diogo Brito e César Mourão, realização: Pedro Varela

- Melhor programa de entretenimento
  - “TERRA NOSSA” (SIC), AUTORIA: CÉSAR MOURÃO, REALIZAÇÃO: NUNO GARCIA
  - “EM CASA DE AMÁLIA” (RTP), autoria: José Gonçalez, realização: Patrícia Cordeiro e Carlos Lucas
  - “SOU MENINO PARA IR” (RTP), autoria: Salvador Martinha, realização: Diogo Lima